# North Cowichan
North Cowichan es un municipio distrital canadiense situado en la provincia de Columbia Británica.

## Superficie
North Cowichan tiene una superficie de 195,41 km².

## Demografía
En 2021, tenía 31 990 habitantes, una densidad poblacional de 163,7 hab./km², y 14 266 viviendas.